# 원추리속
원추리는 원추리과 원추리속의 여러해살이풀의 총칭이다.

## 특징
긴 꽃통이 있고, 백합과 비슷한 꽃이 피는 여러해살이풀이다. 잎은 선형이고 두 줄로 어긋나며 뒷부분은 활처럼 뒤로 휘어진다. 영어명(daylily)과 속명(Hemerocallis)은 모두 꽃이 하루만 피고 시들어버린다는 데서 붙여진 이름이다. 동아시아의 온대지역에 10종 정도가 분포하고, 한국에는 7종 1변종이 분포한다.

## 야생종
한국의 전국 산지와 초원에서 자라는 노랑원추리는 꽃이 황록색이고, 낮 4시 무렵부터 피기 시작하여 다음날 낮 11시 무렵에는 시든다. 전국 산지에서 자라는 큰원추리는 꽃색이 진한 노랑이며, 관상용으로 재배한다. 산지와 초원에서 자라는 각시원추리는 꽃색이 오렌지색이고, 1개의 꽃줄기에 2-5송이의 꽃이 핀다. 제주도와 중부 이남에 생육하는 왕원추리는 관상용으로 재배하는 중국 원산으로, 뿌리에 방추형의 덩이 뿌리가 있다. 꽃은 홑꽃이거나 겹꽃이고, 꽃색은 진한 노란 바탕에 황갈색의 무늬가 약간 있다. 바닷가에 군생하는 홍도원추리는 굵은 뿌리가 사방으로 퍼지고 덩이뿌리가 발달해 있다. 꽃은 붉은빛이 도는 진한 노랑이며, 아침에 피어 오후에 진다. 산야에서 자라는 꽃잎원추리의 잎 표면에는 깊은 골이 있고, 꽃은 등황색이다. 애기원추리는 잎 표면에 깊은 골이 없고 꽃의 수가 적다. 꽃은 연한 노랑이고 저녁에 피었다가 다음 날 아침에 시든다. 단일종인 원추리는 관상용으로 재배되며, 뿌리에 방추형의 굵은 덩이뿌리가 있고, 꽃은 오렌지색이다.

## 이용
원추리속의 식물은 양지에서 잘 자라고 튼튼하며, 대형의 아름다운 꽃이 봄부터 가을에 걸쳐 차례차례로 핀다. 또 종 사이의 교배가 쉽고 잡종의 임성도 좋기 때문에 관상용으로 품종개량이 이루어져 다수의 원예품종이 미국에서 만들어졌다. 미국에서는 공원이나 화단에 심거나 꽃꽂이로 널리 이용되고 있으나, 원추리속은 본래 히말라야로부터 동아시아 지역 특산의 식물군이다. 르네상스기를 전후하여 왕원추리와 애기원추리가 유럽으로 이입되고, 19세기에는 각시원추리를 비롯하여 다수의 계통이 중국과 일본으로부터 유럽에 도입되었다. 번식은 보통 포기나누기로 하며, 튼튼한 식물이므로 햇볕만 잘 들면 해마다 꽃이 핀다. 어린순은 나물로 하고, 왕원추리의 말린 꽃은 중국 요리에 쓰인다. 또 뿌리는 이뇨제·지혈제·소염제로 쓰인다.

## 재배 및 관리
밝은 반그늘 내지 양지에서 잘 자란다. 비옥하고 배수가 잘 되는 사질양토가 좋으나 비교적 토양을 가리지 않는 편이다. 건조에도 잘 견디고 노지에서 월동한다. 번식은 포기나누기로 한다. 꽃이 진 다음 꽃대를 자르고 잎을 정리해주면 새순이 돋아나 가을까지 보기 좋다. 원추리를 재배할 때 문제점은 커다란 진딧물 종류가 생긴다는 것이다. 신경써서 방제를 해주어야 한다.

## 종
아래는 재배종이 아니라 종의 목록이다.

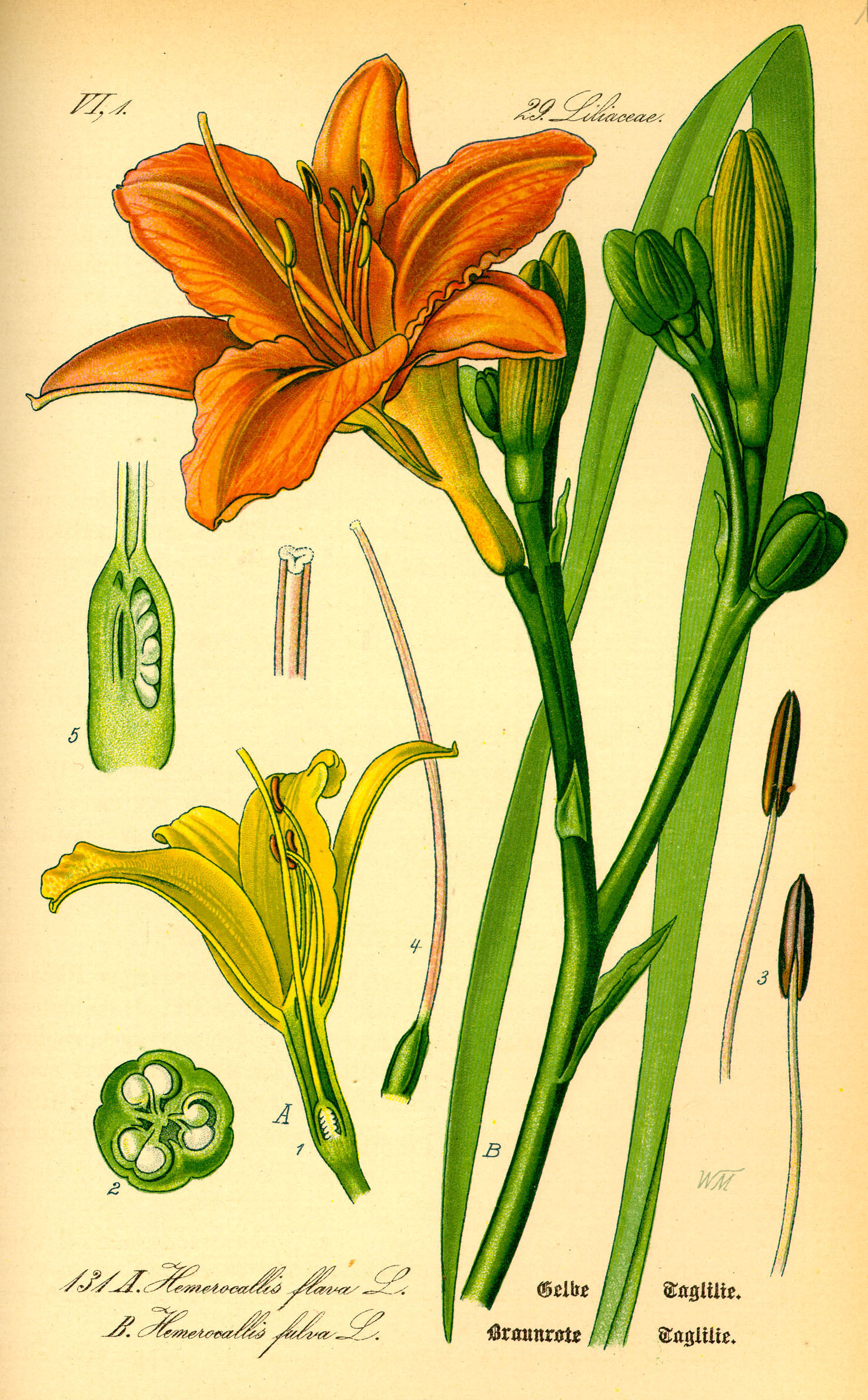
Illustration, 1885

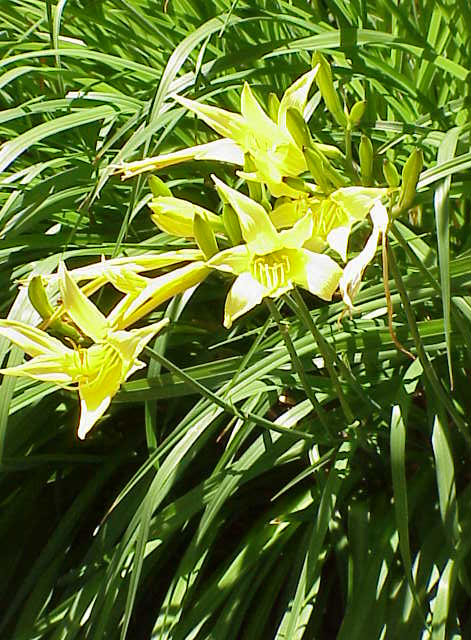
Hemerocallis thunbergii

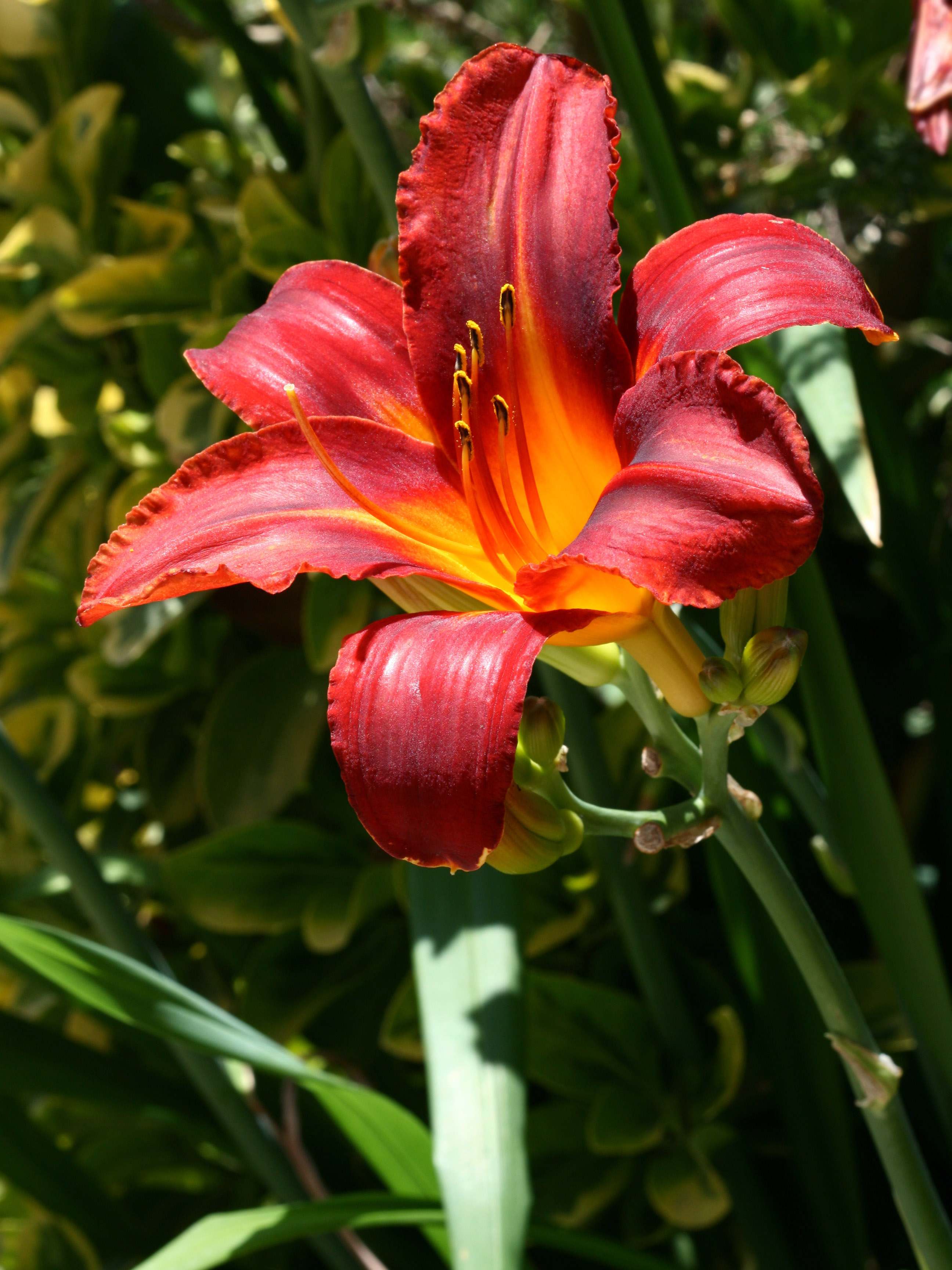
A Hemerocallis fulva longituba commonly called a "Red Magic" daylily for its color combination

- Hemerocallis altissima Stout
- Hemerocallis aurantiaca Baker
- Hemerocallis citrina Baroni
- Hemerocallis cordata C.P.Thunberg ex A. Murray
- Hemerocallis coreana Nakai : 골잎원추리
- Hemerocallis darrowiana S.Y.Hu
- Hemerocallis dumortierii Morr : 각시원추리
- Hemerocallis esculenta Koidz.
- Hemerocallis exaltata Stout
- Hemerocallis ×exilis Satake
- Hemerocallis forrestii Diels
- Hemerocallis fulva L. : 원추리
- Hemerocallis hakuunensis Nakai : 백운산원추리
- Hemerocallis hongdoensis M.G.Chung & S.S.Kang : 홍도원추리
- Hemerocallis ×hybrida (hort.)
- Hemerocallis japonica C.P.Thunberg ex A. Murray
- Hemerocallis lilioasphodelus L, Hemerocallis flava L, Lemon Lily, Yellow daylily
- Hemerocallis littorea Makino
- Hemerocallis micrantha Nakai
- Hemerocallis middendorffii Trautv. & Mey. : 큰원추리
- Hemerocallis minor Mill. : 애기원추리
- Hemerocallis multiflora Stout
- Hemerocallis nana W.W.Sm. & Forrest
- Hemerocallis ×ochroleuca (hort. ex Bergmans)
- Hemerocallis pedicellata Nakai
- Hemerocallis plicata Stapf
- Hemerocallis sempervirens Araki
- Hemerocallis sendaica Ohwi
- Hemerocallis serotina Focke
- Hemerocallis ×stoutiana Traub (hort.)
- Hemerocallis sulphurea Nakai
- Hemerocallis taeanensis S.S.Kang & M.G.Chung : 태안원추리
- Hemerocallis thunbergii Baker
- Hemerocallis ×traubara Moldenke (hort.)
- Hemerocallis ×traubiana Moldenke (hort.)
- Hemerocallis vespertina Hara : 노랑원추리
- Hemerocallis washingtonia Traub
- Hemerocallis ×yeldara Traub (hort.)
- Hemerocallis ×yeldiana Traub (hort.)
- Hemerocallis yezoensis Hara
- Hemerocallis WooHye: 우혜꽃